# Umgangsverweigerung
Umgangsverweigerung bezeichnet Situationen nach der Trennung von Eltern, in denen der Elternteil, der das Kind in seiner Obhut hat, diesem sein Recht auf Umgang mit dem anderen Elternteil nimmt bzw. dem anderen Elternteil dessen Recht auf Umgang mit dem gemeinsamen Kind verweigert (Bindungsblockade).
Daneben kann der Begriff auch Fälle umfassen, in denen sich das Kind selbst weigert, den Umgangsberechtigten zu sehen.
Etwa 10 % der Fälle getrennt lebender Eltern gelten in Deutschland hinsichtlich der Umgangsregelung als besonders konfliktreich. Das Familiengericht regelt Umfang und Art des elterlichen Umgangs und die Rechtsfolgen von Umgangsverweigerung.

## Rechtliche Situation

### Situation in Deutschland
Die Kindschaftsrechtsreform 1998 hatte unter anderem zum Ziel, das Recht beider Elternteile auf Umgang mit ihrem Kind wie auch das Recht des Kindes auf Umgang mit beiden Elternteilen zu stärken. Die Entwicklung des Kindes und eine möglichst einvernehmliche Lösung der Umgangsproblematik sollten dabei im Vordergrund stehen. Anders als zuvor ist seitdem ausdrücklich geregelt, dass der Umgang mit beiden Elternteilen im Regelfall dem Kindeswohl dient. Will ein Elternteil dem anderen den Umgang verweigern, so muss er seither darlegen, dass der Umgang mit dem anderen Elternteil in diesem Fall dem Kind schadet, um ihn gerichtlich aussetzen oder ausschließen lassen zu können.
Einer Umgangsverweigerung trotz anderslautender richterlicher Entscheidung können Familiengerichte etwa durch Ausgestaltung des Umgangsrechtes gemeinsam mit der Jugendhilfe, durch Anordnung von betreutem Umgang oder durch die Bestellung eines Verfahrenspflegers entgegenwirken. Bei anhaltender Umgangsverweigerung können Zwangsgelder verhängt und sogar Zwangshaft angeordnet werden, um die Herausgabe des Kindes durchzusetzen. Seit September 2009 können zudem Ordnungsgelder und Ordnungshaft verhängt werden. Darüber hinaus kann durch Verletzung des Umgangsrechtes ein Anspruch auf Schadenersatz entstehen, allerdings in der Regel nicht über die nutzlos aufgewandten Fahrtkosten hinaus. Scheitern sowohl die Bemühungen um eine einvernehmliche Lösung als auch die Zwangsmaßnahmen, kann dem verweigernden Elternteil ein etwa bestehender Anspruch auf Ehegattenunterhalt gekürzt werden. Unter dem Aspekt fehlender Bindungstoleranz kann in extremen Fällen unter sorgfältiger Beachtung des Kindeswohls unter Umständen auch das Sorgerecht entzogen werden.

### Situation in anderen Ländern
In Frankreich und in angloamerikanischen Ländern sind in Fällen von Umgangsverweigerung strafrechtliche Sanktionen möglich, unter anderem wegen Missachtung des Gerichts.